# Dominio público en México
El dominio público en México refiere a la forma en que el concepto jurídico de dominio público se encuentra regulado en las leyes mexicanas sobre derecho de autor. Se distingue de otros países por tener el plazo de protección más amplio del mundo, correspondiente a 100 años a partir del Autor o de la fecha en que se den a conocer aquellas obras de carácter póstumo. No debe confundirse con el concepto de dominio público del derecho administrativo, que en México establece la propiedad de los bienes materiales que pertenecen a la Federación.

## Fundamento
El artículo 29 de la Ley Federal del Derecho de Autor establece un periodo de protección de 100 años después del fallecimiento del autor o de la fecha de publicación, en el caso de obras póstumas. Durante ese plazo, los herederos o causahabientes pueden continuar la explotación de la obras de forma exclusiva y percibir los beneficios económicos correspondientes. Una vez que el plazo se ha vencido, las obras entran en el dominio público, lo que permite que cualquiera pueda utilizar las obras libremente sin necesidad de pago u autorización, mientras respete los derechos morales del autor.
No obstante, determinar si una obra se encuentra en el dominio público o no es una tarea compleja, ya que se debe analizar cada caso concreto de acuerdo con las disposiciones vigentes de la época. México ha otorgado, en diferentes momentos de su historia, plazos de protección por 20, 25, 30, 50, 75 y 100 años. Incluso existen discrepancias respecto a la fecha a partir de la cual se debe contar el plazo de protección, ya que en algunos casos corresponde a la publicación de la obra, mientras que en otros al registro o al fallecimiento del autor.

## Historia
Los primeros ordenamientos jurídicos en México para regular los plazos de protección fueron los Códigos Civiles de 1870 y 1884, que estipulaban un periodo correspondiente a la vida del autor más 30 años a partir de su muerte. En 1928, el Código Civil estableció plazos de protección de 50 años para obras científicas, 30 años para obras literarias, arquitectónicas, plásticas, musicales y artísticas; y 20 años para la representación y ejecución de obras teatrales y piezas musicales, a partir de la fecha de registro de la obra.
La Ley Federal sobre los Derechos del Autor de 1947 declaró la vigencia de los derechos de autor igual a la vida del autor más 20 años después de su muerte, mientras que en obras anónimas, el periodo era de 30 años a partir de su creación, en tanto no se conociera al autor antes del vencimiento del plazo. En 1956, el plazo de protección se amplió a 25 años después del fallecimiento del autor.
La reforma de 1963 creó la Ley Federal de Derechos de Autor, que extendió la protección a 30 años posteriores a la muerte del autor; en el caso de obras póstumas, estableció 30 años a partir de la primera edición de la obra; y en obras anónimas, mantuvo el plazo de 30 años desde su publicación.
El 24 de enero de 1975, México suscribió el Convenio de Berna para la protección de las obras artísticas y literarias. El convenio establece, como regla general, que se deberá conceder protección, como mínimo, hasta que concluya un periodo de 50 años a partir de la muerte del autor. La fracción sexta del artículo 7 establece que los países que integran el acuerdo «tienen la facultad de conceder plazos de protección más extensos que los previstos en los párrafos precedentes».
En 1982, la ley recibió otra reforma que amplió la vigencia del plazo a 50 años a partir de la muerte del autor, así como 50 años a partir de la primera edición para obras póstumas y 50 años para obras póstumas. Además, la reforma estableció la aplicación retroactiva del nuevo periodo de protección para obras cuyos derechos de autor estuvieran vigentes al momento de la entrada en vigor de la ley.
En 1996, la ley amplió el plazo de protección a 75 años a partir de la fecha de fallecimiento del autor, mientras que las obras póstumas y aquellas realizadas por la federación, estados y municipios, quedaron protegidas por 75 años a partir de la publicación. La reforma más reciente al respecto ocurrió en 2003, extendiendo el periodo de protección a 100 años después de la muerte del autor. Ni la reforma de 1996 ni la de 2003 consideraron la aplicación retroactiva del plazo. 
En el caso de las obras anónimas, la Ley Federal de Derecho de Autor indica que son de libre utilización en tanto no se conozca o exista un titular de derechos patrimoniales ─es decir, de explotación comercial de la obra─ que los reivindique. Así mismo, la ley prevé que, en cuanto aparezca una persona autora o titular de los derechos patrimoniales, quien haya hecho uso y/o explotación la obra anónima, deberá hacer el pago correspondiente de regalías.

## Artistas destacados en el dominio público en México
- Ricardo Flores Magón, periodista (f. 1922)
- José Guadalupe Posada, grabador, ilustrador y caricaturista (f. 1913)
- Saturnino Herrán, pintor (f. 1918)
- Jesús F. Contreras, escultor (f. 1902)
- Manuel Manilla, ilustrador y grabador (f. 1895)
- Gabriel Vicente Gahona, caricaturista, pintor, dibujante y grabador (f. 1899)
- Julio Ruelas, artista e ilustrador (f. 1907)
- Epitacio Calvo, escultor (f. 1895)
- Casimiro Castro, dibujante, litógrafo y pintor (f. 1889)
- Guadalupe Olmedo, compositora y pianista (f. 1889)
- Hipólito Salazar, litógrafo (f. 1877)